# Прохоров, Вадим Семёнович
Вади́м Семёнович Про́хоров (1 октября 1930 — 18 сентября 2020) — советский и российский учёный-правовед, доктор юридических наук, профессор, Заслуженный юрист Российской Федерации, Заслуженный деятель науки Российской Федерации (2010), почётный профессор Санкт-Петербургского государственного университета. Индекс Хирша — 15.

## Биография
В.С. Прохоров родился в 1930 году в Ленинграде. Осенью 1942 года был эвакуирован из Ленинграда в Красноярский край. Вернулся в Ленинград в 1944 году. Окончил среднюю школу № 434 в 1949 году и поступил на юридический факультет Ленинградского государственного университета, который окончил с отличием в 1954 году. По распределению молодых специалистов был направлен комиссией в распоряжение прокурора Калининской области. С августа 1954 года работал следователем прокуратуры Центрального района г. Калинина. В декабре того же года был выдвинут на комсомольскую работу.
В 1957 году поступил в аспирантуру ЛГУ, после окончания которой в ноябре 1960 года был оставлен на кафедре уголовного права в должности ассистента. В 1962 году защитил кандидатскую диссертацию по теме «Соучастие в преступлении по советскому уголовному праву», а в 1987 году — докторскую диссертацию «Преступления и уголовная ответственность».
Более сорока лет профессор В.С. Прохоров вёл научно-исследовательскую и научно-педагогическую работу на кафедре уголовного права юридического факультета Санкт-Петербургского государственного университета. В течение пяти лет — с 1993 по 1998 год — Вадим Семёнович являлся деканом юридического факультета СПбГУ, а с 1995 по 2000 год возглавлял кафедру уголовного права юридического факультета СПбГУ.

## Научная деятельность
В.С. Прохоров являлся членом учёного совета юридического факультета СПбГУ и членом диссертационного совета ДОИ 063.57.05 по специальности 12.00.08 — «Уголовное право и криминология; уголовно-исполнительное право».
В. С. Прохоров с 1990 по 1995 год был главным редактором всероссийского научно-теоретического журнала «Правоведение», а с 1999 года является главным редактором журнала «Юридическая практика».
Автор более 50 научных публикаций, в том числе 4 монографий, соавтор «Курса советского уголовного права» в пяти томах, Комментария к Уголовному кодексу 1960 года, учебников для высших учебных заведений по уголовному праву, исправительно-трудовому праву и криминологии.

### Основные работы
- Советское исправительно-трудовое право: Допущено Государственным комитетом СССР по народному образованию в качестве учебника для студентов высших учебных заведений, обучающихся по специальности «Правоведение» / Н. А. Беляев, А. И. Бойцов, Д. П. Водяников и др. ; Под ред. Н. А. Беляева, В. С. Прохорова; Ленингр. гос. ун-т им. А. А. Жданова. — Л.: Изд-во ЛГУ, 1989. − 295 с. ISBN 5288004420
- Преступление и ответственность / В. С. Прохоров; Ленинградский государственный университет им. А. А. Жданова. — Л.: Изд-во ЛГУ, 1984. − 136 с.-Библиогр. в подстрочных ссылках.
- Механизм уголовно-правового регулирования :Норма, правоотношение, ответственность / В. С. Прохоров, Н. М. Кропачев, А. Н. Тарбагаев ; Науч. ред. Н. А. Беляев. — Красноярск :Изд-во Красноярского ун-та, 1989. − 205 с. -Библиогр. : 188—204 с.
- Советское уголовное право. Общая часть: Допущено Министерством высшего и среднего специального образования СССР в качестве учебника для студентов высших учебных заведений, обучающихся по специальности «Правоведение» / Н. А. Беляев, М. Д. Шаргородский, В. С. Прохоров и др.; Под ред. Н. А. Беляева, М. И. Ковалева. — М. :Юрид. лит.,1977. − 544 с.
- Курс советского уголовного права. — Л.: Изд-во ЛГУ, 1968—1981. Том 5 / Авт. кол.: В. К. Глистин, Н. П. Грабовская, В. С. Прохоров и др. ; Отв. ред. Н. А. Беляев; Ленинградский государственный университет им. А. А. Жданова. − 1981. − 654 с.
- Исправительно-трудовое право: Допущено Министерством высшего и среднего специального образования СССР в качестве учебника для юридических институтов и факультетов /Авт. кол. : Н. А. Беляев, А. И. Санталов, В. С. Прохоров и др.; Под ред. Н. А. Беляева, М. И. Федорова. — М.: Юрид. лит., 1971. − 416 с.
- Механизм уголовно-правого регулирования: Уголовная ответственность: Учебное пособие. — СПб., 2000. − 60 с. — Библиогр. : с. 59.10 ссылок ISBN 5933330140
- Курс Советского уголовного права. Том 3. Государственные преступления. — Л.: Изд-во ЛГУ, 1973
- Криминология. Общая часть: Учебник / Авт. кол. : Н. А. Беляев, И. В. Волгарева, Н. М. Кропачев, В. С. Прохоров и др.; Под ред. В. В. Орехова ; С.-Петербургский гос. ун-т. -учеб. изд. — СПб. :Изд-во СПбГУ, 1992. − 211 с. ISBN 5288008795
- Уголовное право России: Общая часть: Учебник / Авт. кол.: . И. Бойцов, И. В. Волгарева, Б. В. Волженкин, В. С. Прохоров и др. ; Под ред. Н. М. Кропачева и др.; Санкт-Петербургский государственный университет. Юридический факультет. — СПб. :Издательский Дом Санкт-Петербургского государственного университета, 2006. − 1064 с.-Библиогр. в конце глав. ISBN 5964500455
- Соучастие в преступлении по советскому уголовному праву :Автореферат диссертации на соискание ученой степени кандидата юридических наук / Ленингр. гос. ун-т им. А. А. Жданова. Юридич. фак. — Л.,1962. − 20 с.-Библиогр. : с. 19.2.ссылок
- Уголовное право. Особенная часть.-учеб. изд.. — СПб. : Изд-во СПбГУ, 1995 — ISBN 5-288-01393-4 Часть 1 / Н. А. Беляев, А. И. Бойцов, В. С. Прохоров и др.; Под ред. Н. А. Беляева, Д. П. Водяникова, В. В. Орехова; Санкт-Петербургский государственный университет. − 1995. − 276 с. ISBN 5288013926
- Курс Советского уголовного права. Том 2. Тунеядцы. — Л.: Изд-во ЛГУ, 1970
- Уголовное право. Общая часть. — СПб., 1999
- Уголовное право России. Особенная часть. — СПб: Изд-во СПбГУ, 2009

## Награды и звания
За книгу «Уголовное право на современном этапе» в 1994 году В.С. Прохоров был удостоен звания лауреата университетской премии «За лучшую научную работу». В 1999 году Вадиму Семёновичу Прохорову было присуждено почётное звание «Заслуженный юрист Российской Федерации». В том же году В.С. Прохоров Министерством юстиции РФ был награждён памятной медалью имени А.Ф. Кони за активное участие в правовом просвещении граждан России.
За работу «Создание новых технологий обучения на базе библиотечного информационного компьютерного комплекса» В.С. Прохоров в составе авторского коллектива юридического факультета СПбГУ был удостоен премии Президента Российской Федерации в области образования за 2001 год
В 2002 году за заслуги в научной и педагогической деятельности и многолетнюю добросовестную работу профессор В. С. Прохоров был награждён орденом Почета, в 2005 году орденом «За заслуги перед Отечеством» IV степени, в 2010 году орденом «За заслуги перед Отечеством» III степени. В 2010 году ему было присвоено почётное звание «Заслуженный деятель науки Российской Федерации».